# Grace Poe
Mary Grace Natividad Sonora Poe Llamanzares, née le 3 septembre 1968, est une femme politique philippine. Elle est la fille adoptive du couple d'acteurs Susan Roces et Fernando Poe Jr. Elle est sénatrice depuis 2013.
Grace Poe a fait ses études à l'Université des Philippines de Manille, où elle a été diplômée en Développement social. Elle a ensuite étudié au Boston College, dans le Massachusetts aux USA, où elle a obtenu un diplôme en Sciences Politiques en 1991. Elle a ensuite vécu à Fairfax, en Virginie.
En 2004, son père adoptif se présente aux élections présidentielles philippines contre la présidente sortante Gloria Macapagal-Arroyo, mais ne l'emporte pas. Il meurt quelques mois plus tard. Le 8 avril 2005, Grace Poe retourne aux Philippines, juste après avoir appris la mort de son père. Elle poursuit le combat politique de son père après des révélations sur une fraude électorale lors des élections présidentielles de 2004.
Grace Poe devient présidente du « Movie and Classification Board », l'organisme de classification des programmes TV et cinéma aux Philippines, de 2010 à 2012. En 2013, elle devient sénatrice en tant qu'indépendante, affiliée à la coalition Team PNoy, qui soutient le président des Philippines Bénigno Aquino III.
Elle est candidate à l'élection présidentielle de 2016 mais arrive en troisième position après le décompte des voix.